# Bumetopia schultzei
Bumetopia schultzei är en skalbaggsart som beskrevs av Stefan von Breuning 1950. Bumetopia schultzei ingår i släktet Bumetopia och familjen långhorningar.
Artens utbredningsområde är Filippinerna. Inga underarter finns listade.